# Jakubów
Jakubów è un comune rurale polacco del distretto di Mińsk, nel voivodato della Masovia.
Ricopre una superficie di 87,23 km² e nel 2004 contava 4 941 abitanti.